# Milán-San Remo 1943
La Milán-San Remo 1943 fue la 36.ª edición de la Milán-San Remo. La carrera se disputó el 19 de marzo de 1943. El vencedor final el italiano Cino Cinelli, que se impuso al resto de favoritos en la meta de San Remo. 

## Clasificación final
| Posición | Ciclista           | Equipo    | Tiempo     |
| -------- | ------------------ | --------- | ---------- |
| 1        | Cino Cinelli       | Bianchi   | 8h 06' 00" |
| 2        | Glauco Servadei    | Bianchi   | m. t.      |
| 3        | Quirino Toccacelli | Olmo      | m. t.      |
| 4        | Pierino Favalli    | Legnano   | m. t.      |
| 5        | Gino Bartali       | Legnano   | m. t.      |
| 6        | Mario de Benedetti | Olmo      | m. t.      |
| 7        | Salvatore Crippa   | Aquilano  | m. t.      |
| 8        | Severino Canavesi  | Gloria    | m. t.      |
| 9        | Osvaldo Bailo      | Viscontea | m. t.      |
| 10       | Olimpio Bizzi      | Bianchi   | m. t.      |